# Villavicencio
Villavicencio är en kommun och stad i Colombia.   Den ligger i departementet Meta, i den centrala delen av landet, 90 km sydost om huvudstaden Bogotá. Antalet invånare i kommunen är 380 222.
Villavicencio är administrativ huvudort för departementet Meta och centralorten hade 387 144 invånare år 2008.